# 内的妥当性
内的妥当性（ないてきだとうせい、英: Internal validity）とは、科学的研究において研究結果がどれほど目的や仮説を正確に示しているかを意味する。内的妥当性は、その研究結果に対する仮説以外の説明（系統誤差やバイアスなど）をどれだけ排除できるかによって決まる。これは、結果が他の状況における結果とどの程度一致するか（即ち、結果をどの程度一般化できるか）を示す外的妥当性とは対照的である。内的妥当性も外的妥当性も、定性的または定量的な因果表記法を用いて記述することができる。

## 詳細
二つの変数の間に因果関係があることが適切に証明されれば、推論は内的妥当性を持つと言われる。有効な因果推論は、3つの基準が満たされたときになされる： 
1. 「原因」は「結果」に時間的に先行する（時間的先行）、
2. 「原因」と「結果」は同時に発生する傾向がある（共変動）、
3. 観察された共変動（非真実性）に対する尤もらしい代替説明は存在しない[3]。

科学的な実験環境では、研究者はしばしば1つの変数（独立変数）の状態を変化させて、それが2つ目の変数（従属変数）にどのような影響を与えるかを調査する。例えばある研究者が、ある薬物を幾つかのグループに投与量を変えて投与し、それが健康にどのような影響を及ぼすかを調べるとする。この例では、研究者は因果推論を行いたい、即ち観察された変化や差異には、薬の投与量の違いが関係している可能性があると推論したいということである。研究者が従属変数の観察された変化または差異を確信を持って独立変数に帰することができる場合（研究者がこれらの変数間の関連を観察し、他の説明または競合する仮説を除外できる場合）、因果推論は内部的に妥当であると言われる。
しかし多くの場合、従属変数に見られる効果の大きさは、単に独立変数に依存するだけではなく、下記にも影響される。
- 効果を測定・検出するために使用される測定器と統計的手続きの検出力、
- 統計手法の選択（統計的結論の妥当性（英語版）参照）。

むしろ制御されていない（または制御できない）多くの変数や状況が、(a)発見された効果 および/または (b)発見された効果の大きさ について、追加的または代替的な説明を導く可能性がある。
内的妥当性の高い推論を可能にするために、研究の計画中に予防措置が取られることがある。経験則として、独立変数を直接操作して得られた結論は、操作なしで観察された関連性に基づく結論よりも高い内的妥当性を持つと思われる。
内的妥当性のみを考える場合、高度に制御された真の試験設計（無作為抽出、対照群・実験群への無作為割付け、信頼性の高い機器、信頼性の高い操作プロセス、交絡因子に対する保護策）は、科学的研究の「ゴールドスタンダード」かもしれない。しかし、内的妥当性を高めるために使用する方法自体が、研究結果の一般化可能性や外的妥当性を制限することもある。例えば、動物園で動物の行動を研究すればその中で有効な因果関係を導きやすくなるかも知れないが、その推論は野生の動物の行動には一般化できないかも知れない。一般に、特定のプロセスを研究する実験室での典型的な実験では、自然界では通常そのプロセスに強く影響する多くの変数が除外されている可能性がある。

## 内的妥当性に影響する要素
内的妥当性を揺がし得る要素には下記のようなものがある。

### 曖昧な時間的優先順位（Ambiguous temporal precedence）
どの変数が最初に変化したかが判らない場合、どの変数が原因でどの変数が結果かを判断するのが難しい場合がある。

### 交絡（Confounding）
因果推論の妥当性に対する主要な脅威は交絡である。従属変数の変化は、操作された変数によるよりもそれに関係する第3の変数の変化に起因する可能性がある。擬似相関が排除できない場合、元の因果推論に対抗する仮説が提示されることがある。

### 選択バイアス（Selection bias）
選択バイアスとは、テスト前の時点で、独立変数と相互作用する可能性のあるグループ間の違いが存在し、観察された結果に「影響」を与える可能性があるという問題を意味する。研究者と参加者は、学習されたものや先天的なものなど、無数の特徴を実験に持ち込む。例えば、性別、体重、髪、目、肌の色、性格、精神的能力、身体的能力だけでなく、やる気や参加意欲のような態度も含まれる。
選択の段階で、被験者の数が不均等で被験者に関連する変数が類似している場合、内的妥当性が脅かされる。例えば研究者が実験群と対照群の2群を作成するとき、両群の被験者は、独立変数に関しては類似していないが、被験者関連変数の1つ以上では類似している。
自己選択もまた、従属変数の解釈力に負の影響を与える。これは、オンライン調査において、特定の属性の個人が他の属性の個人よりも高い確率でテストに参加する場合によく見られる。

### 外部要因（History）
研究・実験外の出来事または従属変数の反復測定間の出来事は、実験手順に対する参加者の反応に影響を及ぼす可能性がある。多くの場合、これらは参加者の態度や行動に影響を与える大規模な出来事（自然災害、政治的変化など）であり、従属変数の変化が独立変数によるものなのか、歴史的な出来事によるものなのかを判断できなくなる。

### 成長（Maturation）
被験者は実験中、あるいは反復測定の間にも変化する。例えば幼い子どもは成長するにつれて成熟し、集中力も変化するかもしれない。身体的成長のような永続的な変化も、疲労のような一時的な変化も、独立変数に対する被験者の反応を変えて「自然な」代替説明を提供する可能性がある。そのため研究が完了した時点で、研究者は不一致の原因が時間によるものなのか、独立変数によるものなのかを判断できない場合があり得る。

### 反復測定（Repeated testing）または試験効果（Testing effects）
参加者を繰り返し測定すると、偏りが生じる可能性がある。参加者は正解を覚えていたり、テストされていることを条件付けされている場合がある。（同じ、または類似の）知能テストを繰り返し受けると通常はスコアが向上するが、基礎スキルが変化したという結論ではなく、反復測定による内的妥当性への影響であるとの仮説を提示する方が良い。

### 機器の変更（Instrument change）
試験中に使用される機器によって、実験が変わることがある。これはまた、観察者がより集中したり準備したり、無意識のうちに判断基準を変えたりすることを指す。これは、異なる時期に行われた自己報告測定間でも問題となりうる。この場合、遡及的予備検査により介入後に事前評価を行うことで影響を軽減できる。測定方法に変更が生じた場合、主要な結論の内的妥当性に影響が及び、代替説明がなされる。

### 平均への回帰（Regression toward the mean）
この種の誤りは、テスト中に極端な点数（平均点から大きく離れた点数）の被験者が選ばれた場合に発生する。例えば読解の成績が最も悪い子どもが読解講座に参加するよう選ばれた場合、講座終了時の成績向上は講座の効果ではなく、平均値への回帰によるものであり得る。もし子供達が講座の開始前にもう一度テストを受けていれば、より良い点数を取っていた可能性がある。同様に、個々の点数の極端な外れ値は1回のテストで捕捉されやすいが、テストを繰り返すうちに、より正常な分布になる可能性が高い。

### 死亡率／症例脱落（Mortality/differential attrition）
例えば実験群では60％しかプログラムを完了していない場合、この脱落が研究の特徴、独立変数の管理、機器に系統的に関連している場合、または脱落がグループ間の偏りに関連する場合、観察された差異を説明する代替的な説明が可能である。

### 選択と成熟の相互作用（Selection-maturation interaction）
これは、被験者に関連する変数（髪の色、肌の色など）と時間に関連する変数（年齢、体格など）が相互作用するときに発生する。テスト中に2つのグループ間に不一致が生じた場合、その不一致は自然な経時的変化によるものであり得る。

### 拡散（Diffusion）
治療効果が治療群から対照群に拡がる場合、実験群と対照群の間に差がないことが観察される可能性がある。しかしこれは、独立変数に効果がないことや従属変数と独立変数の間に関係がないことを意味しない。

### 競争心／士気低下（Compensatory rivalry/resentful demoralization）
研究の結果、対照群の行動が変化することがある。例えば対照群のメンバーは、実験群の期待される優位性が示されないように努力する場合がある。これは独立変数が効果をもたらさなかったり、従属変数と独立変数の間に関係がないことを意味しない。逆に従属変数の変化は独立変数ではなく、対照群の士気低下に影響を受ける可能性がある。

### 実験者バイアス（Experimenter bias）
実験者バイアスは、実験を実施する研究者が対照群と実験群のメンバーに対して無意識のうちに異なる行動をとることで、不注意に結果に影響を与える場合に発生する。実験者が参加者の属する条件を意識しない二重盲検試験デザインを用いることで、実験者バイアスの可能性を排除することは可能である。

### 相互内的妥当性問題（Mutual-internal-validity problem）
高い内部妥当性を持つ実験が実生活では何の関連性もない現象や結果を生み出すことがあり、その結果相互内部妥当性の問題が生じる。これは、研究者が実験結果を使って理論を構築し、その理論を使って理論検証実験をデザインする際に生じる。実験と理論の間のこの相互フィードバックは、人工的な実験室での現象や結果のみを説明し、実生活では説明できない理論につながる可能性がある。